# Gmina związkowa Waldbreitbach
Gmina związkowa Waldbreitbach (niem. Verbandsgemeinde Waldbreitbach) − dawna gmina związkowa w Niemczech, w kraju związkowym Nadrenia-Palatynat, w powiecie Neuwied. Siedziba gminy związkowej znajdowała się w miejscowości Waldbreitbach.
1 stycznia 2018 gmina związkowa została połączona z gmina związkową Rengsdorf tworząc nową gminę związkową Rengsdorf-Waldbreitbach.

## Podział administracyjny
Gmina związkowa zrzeszała sześć gmin wiejskich:
1. Breitscheid
2. Datzeroth
3. Hausen (Wied)
4. Niederbreitbach
5. Roßbach
6. Waldbreitbach